# The Exorcist III
The Exorcist III (prt: O Exorcista III; bra: O Exorcista 3) é um filme norte-americano de 1990 do gênero terror sobrenatural dirigido e escrito por William Peter Blatty, sendo uma adaptação de um romance de sua autoria, Legion, publicado em 1983 nos Estados Unidos. O elenco inclui George C. Scott, Ed Flanders, Jason Miller, Scott Wilson e Brad Dourif.

## Sinopse
Quinze anos após a possessão da garota Regan pelo demónio Pazuzu, a cidade de Georgetown é assolada por uma série de assassinatos envolvendo religião. O cético tenente William Kinderman é designado para investigar os assassinatos. Aos poucos, Kinderman descobre a relação entre os crimes e o assassino Vernamon, conhecido como "Assassino dos Gémeos", que foi executado no mesmo dia do exorcismo de Regan. Contando com a ajuda do padre Joseph Dyer, velho amigo do Padre Karras, Kinderman acredita então que a chave de todo o mistério reside num hospital psiquiátrico onde está internado um paciente sem memória que se assemelha fisicamente ao Padre Karras, mas cuja mentalidade relembra a do assassino Vernamon. E assim mais uma vez será necessário recorrer ao exorcismo para erradicar o mal.

## Produção
É o único filme da franquia a não ser distribuído pela Warner, embora a mesma tenha posteriormente obtido os direitos de distribuição internacional e também para o vídeo.
O filme foi originalmente intitulado Legion, mas foi alterado para O Exorcista pelos executivos da Morgan Creek Productions, para ter mais apelo comercial. O enredo em si também foi drasticamente alterado na pós-produção, com refilmagens impostas pela produtora que exigiu de última hora uma sequência de exorcismo para o clímax do filme.

## Elenco
- George C. Scott como Tenente William Kinderman
- Jason Miller como Paciente X / Damien Karras
- Ed Flanders como Padre Joseph Dyer
- Brad Dourif como James Venamun
- Grand L. Bush como Sargento Atkins
- Nicol Williamson como Padre Morning
- Nancy Fish como Enfermeira Allerton
- Don Gordon como Ryan
- Scott Wilson como Dr. Temple
- Lee Richardson como Reitor da Universidade
- Mary Jackson como Sra. Clelia
- Viveca Lindfords como Enfermeira X
- Ken Lerner como Dr. Freedman
- Tracy Thorne como Enfermeira Keating
- Barbara Baxley como Shirley
- Zohra Lampert como Mary Kinderman
- Harry Carey Jr. como Padre Kanavan
- Sherrie Wills como  Julie Kinderman
- Samuel L. Jackson como Homem Cego
- Edward Lynch como Paciente A
- Clifford David como Dr. Bruno

## Prêmios e indicações

### Prêmios
Framboesa de Ouro
- Pior Ator: George C. Scott (1991)

### Indicações
Saturn Awards
- Melhor filme de horror: 1991
- Melhor ator coadjuvante: Brad Dourif - 1991
- Melhor roteiro: 1991

## Sequências
- O Exorcista - O Início, de 2004, com Stellan Skarsgård e Izabella Scorupco. Este se passa cronologicamente em uma época anterior ao primeiro filme da série.